# Kościół Wniebowzięcia Najświętszej Maryi Panny w Kamieńczyku nad Bugiem
Kościół Wniebowzięcia Najświętszej Maryi Panny – rzymskokatolicki kościół parafialny należący do dekanatu jadowskiego diecezji warszawsko-praskiej.
Historia obecnego kościoła rozpoczyna się w 1896 roku, kiedy to ksiądz prałat R. Filowski poświęcił kamień węgielny pod budowę świątyni. Projekt budowli został opracowany przez warszawskiego architekta Józefa Piusa Dziekońskiego. Kościół został zbudowany dzięki staraniom księdza Ludwika Budziszewskiego. Budowla została konsekrowana przez arcybiskupa Wincentego Teofila Popiela w 1903 roku.
W czasie II wojny światowej Kamieńczyk uległ spaleniu. Zniszczona została również świątynia: zostały spalone dach, chór z organami oraz witraże. Zniszczony dach został odbudowany w 1952 roku dzięki staraniom księdza Tadeusza Balika. Nowe 15-głosowe organy zostały zamontowane dopiero w 1966 roku.
W jednonawowej świątyni znajdują się 4 ołtarze. W głównym ołtarzu znajduje się figura Serca Pana Jezusa. Pozostałe ołtarze noszą wezwania: Matki Boskiej Częstochowskiej, św. Antoniego oraz Męki Pańskiej.